# المبادرة المصرية لوقف إطلاق النار في غزة 2014
المبادرة المصرية لوقف إطلاق النار في غزة (2014) هي مبادرة أطلقتها مصر في 14 يوليو 2014، وتطالب بوقف فوري لإطلاق النار، في ظل اتصالات أجرتها مصر مع الجانب الإسرائيلي والقيادة الفلسطينية وسائر الفصائل الفلسطينية، بما يؤدي إلى وقف جميع الأعمال العدائية براً وبحراً وجواً ووضع حد لنزيف الدم الفلسطيني، وتخفيف معاناة الشعب الفلسطيني في الأراضي المحتلة.

## بنود المبادرة
دعت مصر كل من إسرائيل والفصائل الفلسطينية، إلى وقف فوري لإطلاق النار ، نظراً لأن تصعيد المواقف والعنف والعنف المضاد سيسفر عنه ضحايا لن يكون في صالح أي من الطرفين، ومن هذا المنطلق يلتزم الطرفان خلال فترة وقف إطلاق النار بالآتي:
أ- تقوم إسرائيل بوقف جميع الأعمال العدائية (Hostilities) على قطاع غزة برأ وبحراً وجواً، مع التأكيد على عدم تنفيذ أي عمليات اجتياح برى لقطاع غزة أو استهداف المدنيين.
ب- تقوم جميع الفصائل الفلسطينية في قطاع غزة بإيقاف جميع الأعمال العدائية «Hostilities» من قطاع غزة تجاه إسرائيل جواً، وبحراً، وبراً، وتحت الأرض مع التأكيد على إيقاف إطلاق الصواريخ بمختلف أنواعها والهجمات على الحدود أو استهداف المدنيين.
ج- فتح المعابر وتسهيل حركة عبور الأشخاص والبضائع عبر المعابر الحدودية في ضوء استقرار الأوضاع الأمنية على الأرض.
د- أما باقي القضايا بما في ذلك موضوع الأمن سيتم بحثها مع الطرفين.

## أسلوب تنفيذ المبادرة
وعن تنفيذ المبادرة، ذكر بيان وزارة الخارجية: تحددت ساعة 0600 يوم 15 يوليو 2014 (طبقاً للتوقيت العالمي)، لبدء تنفيذ تفاهمات التهدئة بين الطرفين، على أن يتم إيقاف إطلاق النار خلال 12 ساعة من إعلان المبادرة المصرية، وقبول الطرفين بها دون شروط مسبقة.
وأضاف البيان الذي تضمن المبادرة: «يتم استقبال وفود رفيعة المستوى من الحكومة الإسرائيلية والفصائل الفلسطينية في القاهرة خلال 48 ساعة منذ بدء تنفيذ المبادرة لاستكمال مباحثات تثبيت وقف إطلاق النار، واستكمال إجراءات بناء الثقة بين الطرفين، على أن تتم المباحثات مع الطرفين كل على حدة «طبقاً لتفاهمات تثبيت التهدئة بالقاهرة عام 2012».
وكذلك يلتزم الطرفان بعدم القيام بأي أعمال من شأنها التأثير بالسلب على تنفيذ التفاهمات، وتحصل مصر على ضمانات من الطرفين بالالتزام بما يتم الاتفاق عليه، ومتابعة تنفيذها ومراجعة أي من الطرفين حال القيام بأي أعمال تعرقل استقرارها

## فشل المبادرة
وافقت الحكومة الأمنية المصغرة لرئيس الوزراء الإسرائيلي بنيامين نتنياهو صباح يوم الثلاثاء 15 يوليو 2014 على المبادرة المصرية لوقف إطلاق النار في غزة، في حين اعتبرتها كتائب عز الدين القسام الجناح العسكري لحركة حماس "ركوعا وخنوعا"، ورفضتها جملة وتفصيلا، حسب البيان الذي نشرته على موقعها الرسمي على الإنترنت 